# Raveliku
Raveliku – wieś w Estonii, w prowincji Harju, w gminie Kose.